# 王雪朦
王雪朦（1993年10月20日—），中国女子篮球运动员。她代表中国队参加了2018年FIBA女子篮球世界杯。此前她也参加了2018年亚洲运动会，获得冠军。